# Dystopie
Cet article possède un paronyme, voir dystonie.
Une dystopie est un récit de fiction dépeignant une société imaginaire organisée de telle façon qu'il soit impossible de lui échapper et dont les dirigeants peuvent exercer une autorité totale et sans contrainte de séparation des pouvoirs, sur des citoyens qui ne peuvent plus exercer leur libre arbitre.
Une dystopie peut également être considérée, entre autres, comme une utopie qui vire au cauchemar et conduit donc à une contre-utopie ; l'auteur entend ainsi mettre en garde le lecteur en montrant les conséquences néfastes d’une idéologie (ou d’une pratique) contemporaine. De fait, la différence entre dystopie et utopie tient davantage à la forme littéraire et à l'intention de son auteur qu'au contenu : en effet, nombre d'utopies positives peuvent également se révéler effrayantes,,.
Le genre de la dystopie est souvent lié à la science-fiction, mais pas systématiquement, car il relève avant tout de l'anticipation. Ainsi, l'impact que ces romans ont eu sur la science-fiction a souvent amené à qualifier de dystopie toute œuvre d'anticipation sociale décrivant un avenir sombre.
Les mondes terrifiants décrits dans ces romans ont souvent tendance à faire croire qu'une dystopie est, par définition, la description d'une dictature sans égard pour les libertés fondamentales. Il existe cependant des contre-exemples et la critique est divisée quant aux relations entretenues entre la dystopie et les régimes politiques qu'elle vise. Que la dystopie soit par nature une critique d'un système politique ou idéologique précis (et en particulier une critique du totalitarisme) est un point qui demeure débattu dans les milieux universitaires.
Cette forme littéraire a été popularisée par des romans devenus des classiques du genre dystopique : Le meilleur des mondes (1932) d'Aldous Huxley, 1984 (1949) de George Orwell, Fahrenheit 451 (1953) de Ray Bradbury, Soleil Vert (1966) de Harry Harrison, Un bonheur insoutenable (1970) de Ira Levin.
Le genre a connu des déclinaisons dans d'autres domaines artistiques, notamment au cinéma, avec de nombreuses adaptations de romans dystopiques, mais aussi des créations originales, comme Metropolis (1927) de Fritz Lang, THX 1138 (1971) de George Lucas, Brazil de Terry Gilliam (1985), Bienvenue à Gattaca (1997) d'Andrew Niccol…

## Étymologie du mot «dystopie»
Le mot « dystopie » vient de l'anglais dystopia, à partir du préfixe grec ancien δυσ- / dus marquant une idée de mal, de difficulté, de malheur, et du nom τόπος / tópos, « lieu, endroit, pays ». Cette association a été conçue pour rappeler le terme utopie, auquel il s'oppose.
Ainsi, la dystopie s'oppose à l’utopie, terme forgé par l'écrivain anglais Thomas More à partir du grec οὐ-τόπος / ou-tópos « en aucun lieu ». L'« Utopia » constitue en effet une sorte de jeu de mots : la prononciation anglaise du XIXe siècle ne distinguait pas la prononciation des préfixes εὖ- / eū-, « heureux » et οὐ- / ou-, négation marquant l'inexistence : l'utopie est étymologiquement un lieu heureux et inexistant.
D'un point de vue étymologique, dystopie signifie donc « mauvais lieu », « lieu néfaste », un lieu en tout cas connoté négativement ; la fin du XIXe siècle a vu naître la dystopie (ou contre-utopie), davantage proche de la science-fiction, et dont l'exemple le plus connu est 1984 du britannique George Orwell (1949).

## Histoire
La première utilisation du terme dystopia est attribuée à John Stuart Mill, dans un discours de 1868 au parlement britannique.
Dans la dystopie, le projet utopique est présenté comme réalisé : les bonnes lois sont appliquées et tout le monde est donc censé être heureux. Mais cette réalisation n'est pas, comme dans l'utopie, présentée par les yeux du Sage ou des gouvernants. Elle est vécue au quotidien par des habitants du lieu, qui subissent ces lois, dont on s'aperçoit alors, à leur souffrance, qu'elles ne sont pas aussi bonnes que le discours officiel le prétend. Ce renversement du point de vue passe par la révolte d'un héros, qui retrouve lucidité et conscience de soi, en général après une rencontre avec l'amour (interdit).
La mise en scène de cette révolte dans le cadre d'un récit, les péripéties de la lutte font de ces textes des parents proches de la science-fiction, d'autant que ces dystopies se situent dans l'avenir, comme on le voit avec 1984 (1949) ou Le Meilleur des mondes (1932) de Aldous Huxley, qui se situe en l'an 2500. Il en va de même du roman Les Monades urbaines de R. Silverberg (1971), où un historien d'un futur surpeuplé se penche sur notre présent pour repenser ce qu'est l'intimité.

### Dystopie, contre-utopie et anti-utopie
La terminologie critique de la dystopie ne fait pas l'objet d'un large consensus, et les termes « dystopie », « contre-utopie » et « anti-utopie » sont souvent employés de façon interchangeable, sauf peut-être dans le milieu restreint de la critique de science-fiction, où le terme « dystopie » est le plus utilisé.
Certains critiques toutefois utilisent simultanément plusieurs de ces termes pour opérer des distinctions plus fines. Le but est généralement de distinguer (1) les récits peignant des avenirs sombres des (2) récits visant à récuser la pensée utopique. Les couples de termes opposés sont très variables. Par exemple :
- (1) dystopie et (2) contre-utopie ;
- (1) dystopie et (2) anti-utopie ;
- (1) contre-utopie et (2) anti-utopie.

La question des relations entre les genres dystopiques et utopiques demeure un sujet débattu. Cette absence de consensus, compliquée par l'origine anglaise du mot « dystopie », explique en partie les divergences terminologiques existant dans la littérature critique.
L'écrivain et critique littéraire Éric Essono Tsimi considère que la contre-utopie est un genre à part, une spécificité francophone. Il la décrit comme la réponse littéraire, entre autres, à l'immigration de masse et au terrorisme. Le philosophe Christian Godin distingue la dystopie anglo-saxonne de la contre-utopie française. Avec la contre-utopie, l'utopie est habitée d'une manière nouvelle : si celle-ci se réfère à un lieu qui n'a pas de place, n'étant qu'une création de l'imagination de l'auteur, la contre-utopie, a contrario, se réfère à un « topos », un lieu réel, identifié, et un avenir immédiat voire tout juste passé. La contre-utopie française bien servie par Michel Houellebecq, Boualem Sansal, Jean Rolin, Abdourahman Waberi et de nombreux auteurs déclinistes, serait selon lui un masque (quelque chose qui empêche de comprendre la vérité nue) ou le vrai visage (prophétie) de la (néo) décadence occidentale. La prise en compte de cette spécificité générique permettrait de poser la contre-utopie comme genre littéraire, discours politique et performance publique.

## Définition du champ spécifique de la dystopie

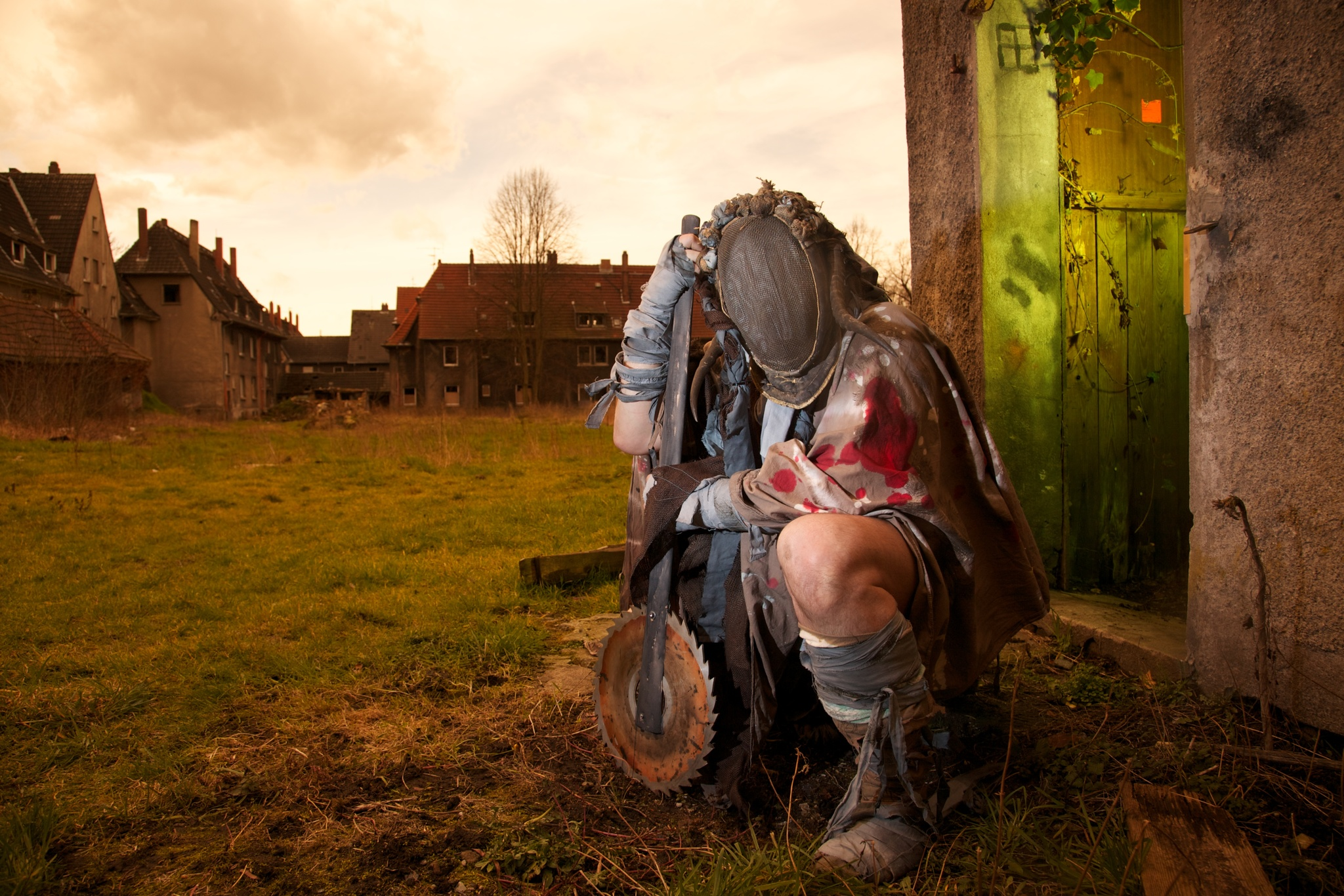
Illustration imaginée d'un monde post-apocalyptique.

### Dystopie et science-fiction
Parce que la dystopie vise à présenter sous forme narrative les conséquences néfastes d'une idéologie, l'univers qu'elle décrit ne s'éloigne du nôtre que par les seules transformations sociales ou politiques que l'auteur désire critiquer. Rapprocher l'univers dystopique du nôtre, c'est un moyen pour l'auteur de rendre sa dénonciation plus efficace. Il est donc naturellement amené à situer son univers dystopique dans un futur plus ou moins proche et à en exclure toute dimension fantastique qui viendrait affaiblir son argumentation.
Anticipation, mouvement rationnel de l'Histoire : ces caractéristiques rapprochent naturellement le projet dystopique de la science-fiction. C'est pourquoi la dystopie est souvent considérée comme un sous-genre de la science-fiction. Les deux genres se distinguent néanmoins dans leur traitement de la science et de l'innovation technologique.
En effet, si la science-fiction imagine des découvertes scientifiques ou technologiques, les met en scène et s'interroge sur leurs conséquences, le champ spéculatif de la dystopie est en revanche centré sur les conséquences possibles des changements d'ordre politique. Dans une dystopie, l'évolution technologique n'est pas un facteur déterminant : les trouvailles technologiques (« télécrans » dans 1984, méthodes de clonage et de manipulation des fœtus dans Le Meilleur des Mondes) ne sont pas des phénomènes dont les conséquences sont analysées, ils sont les conséquences d'une volonté politique, volonté de surveillance dans 1984, volonté de modeler les humains aux besoins de la société dans Le Meilleur des Mondes. D’ailleurs, les innovations technologiques présentées dans les plus célèbres des dystopies n'ont pas l'aspect spectaculaire qu'elles ont souvent dans la science-fiction. Elles se sont souvent montrées parfaitement réalisables a posteriori : la télésurveillance est aujourd'hui commune, et le clonage animal, qui laisse présager du clonage humain, est également une réalité. Quant aux postulats scientifiques surnaturels ou métaphysiques ils n'ont tout simplement pas leur place dans la dystopie.
Ainsi, si la dystopie s'inscrit dans le cadre du texte d'anticipation en décrivant un univers futur plus ou moins proche, son objet spécifique la distingue de la science-fiction classique. Les auteurs des premières dystopies ne sont d'ailleurs pas des auteurs de science-fiction. Les frontières entre les deux genres demeurent toutefois poreuses : la science-fiction qui se préoccupe de problèmes politiques et sociaux, intègre bien souvent des thèmes issus des contre-utopies.

### Dystopie et monde futuriste sombre
Il convient, pour saisir la signification du terme de contre-utopie, de revenir au sens de l'utopie. Une utopie, c'est-à-dire une société idéale, n'est pas le fruit d'un concours de circonstances mais le résultat d'un plan réfléchi. Les sociétés utopiques, comme celle de Thomas More, sont « parfaites » parce que voulues comme telles. De même, une contre-utopie n’est pas simplement la description d'un monde effrayant : elle est la description d'un monde rendu effrayant par la réalisation raisonnée et consciente d'un projet politique. Les mondes de 1984, de Nous Autres ou du Meilleur des Mondes sont des contre-utopies en ce sens qu'ils sont, de même que les mondes « parfaits » des utopies, des créations visant à réaliser sur Terre un certain idéal.
Il apparaît donc abusif de qualifier de contre-utopie toute création littéraire visant à décrire un avenir terrifiant. Les univers décrits par la littérature cyberpunk, la plupart des mondes post-apocalyptiques et, en général, les récits de science-fiction anticipant sur les dérives de notre société ne peuvent être qualifiés de contre-utopiques, même s'ils ont des points communs avec la contre-utopie, car ces mondes ne sont pas le fruit d'un projet politique précis.

## La dystopie, une mise en perspective de l'utopie

### Points communs entre utopie et dystopie
Les univers utopiques et contre-utopiques ont en commun de ne pas être simplement des mondes imaginaires. Ils sont le résultat d'un projet politique. Ce projet vise à rendre possible un idéal : idéal d'égalité dans l'utopie collectiviste de Thomas More ou dans celle de Campanella, idéal de pouvoir absolu dans 1984, idéal d'ordre et de rationalité dans Nous autres. L'idéal de bonheur est peut-être un peu plus ambigu. Il est défini comme la suppression de toute souffrance dans Le Meilleur des mondes, et comme la sécurité et la stabilité dans Un bonheur insoutenable d'Ira Levin.
Les sociétés décrites dans les utopies aussi bien que dans les contre-utopies ont pour caractéristique d'être « parfaites », mais toujours avec une petite « faille ».

« Certes, ce Taylor était le plus génial des anciens. Il est vrai, malgré tout, qu'il n'a pas su penser son idée jusqu'au bout et étendre son système à toute la vie, à chaque pas, à chaque mouvement. »

— Zamiatine, Nous autres, p. 64
Leur perfection tient en ce que, d'une part, elles réalisent parfaitement l'idéal qu'elles se sont assigné (égalité parfaite chez More, oppression parfaite chez Orwell et bonheur parfait chez Huxley) et que, d'autre part, elles sont inaltérables. En effet, un monde parfait ne saurait être menacé ou provisoire et se doit d'être, d'une manière relative du moins, éternel. Le principal défi posé à l'utopiste consiste, en effet, à empêcher toute possibilité de retour en arrière.

### Passage du descriptif au narratif
Les nombreuses utopies créées depuis la Renaissance (La Cité du Soleil de Campanella, L'Utopie de Thomas More, La Nouvelle Atlantide de Francis Bacon et bien d'autres encore) sont des textes de type descriptif, voire philosophique. Ils débutent assez souvent par une courte partie narrative où un voyageur raconte comment il a abordé les terres inconnues qu'il décrit ensuite en détail. Il n'y a pas d'action dans une utopie, ce qui est d'ailleurs bien naturel car que pourrait-il s'y passer ?
À l'inverse, les contre-utopies sont des romans ou des récits. Le monde de 1984 ou de Nous autres ne nous apparaît qu'au travers d'une intrigue et de personnages. Le plus souvent, la nature réelle de l'univers d'une contre-utopie ainsi que les intentions profondes de ceux qui la dirigent ou l'ont créée n'apparaissent que très progressivement au lecteur.
Le sens de la contre-utopie, en tant que genre s'opposant à l'utopie, réside davantage dans ce changement de type textuel que dans la nature des univers décrits. À l'exception notable de 1984 qui décrit un monde maléfique de par son projet même, les univers contre-utopiques se distinguent assez peu de leurs pendants utopiques : les deux sont également motivés par la recherche du bonheur de tous. Seul le point de vue change.

### Passage du collectif à l'individuel
Les utopies classiques portent leur regard sur la construction sociale, politique et culturelle dans son ensemble. Le cas des individus ne trouvant pas leur bonheur dans un tel monde, ou refusant d'en suivre les règles, est considéré comme un problème marginal. Thomas More envisage par exemple l'éventualité que des citoyens de son île refusent de se plier aux règles communes et propose que ceux-ci soient condamnés à l'esclavage. Il ne considère pourtant pas cette impossibilité d'intégrer tout le monde à sa société parfaite comme une faille majeure de son système.
À l'inverse, les contre-utopies sont des romans dont les personnages principaux sont justement des inadaptés qui refusent ou ne peuvent se fondre dans la société où ils vivent.
La contre-utopie n'est donc pas tant une utopie maléfique qu'une utopie classique vue sous un angle différent : celui des individus en marge du projet utopique.

## Problématiques soulevées par la dystopie
Les œuvres contre-utopiques portent la marque des préoccupations et des inquiétudes de leur époque. La naissance du régime soviétique et, plus tard, la menace du totalitarisme offraient des thèmes idéaux à la naissance et au développement de la contre-utopie. Les perspectives nouvelles de prospérité et de bonheur pour tous offertes dès la première moitié du XXe siècle par la société de consommation naissante (permise par le taylorisme) aux États-Unis offrent, quant à elles, la matière première du Meilleur des Mondes de Huxley.

### Dystopie et communisme
Selon certains critiques, l'histoire de l'utopie et de son prolongement en contre-utopie est étroitement liée à celle du communisme au sens le plus large du terme. Plusieurs siècles avant la parution du Manifeste du Parti communiste de Karl Marx et Friedrich Engels, les utopies de la Renaissance proposent des modèles de sociétés collectivistes.
Thomas More, qui compatit au sort misérable des paysans sans terre de l'Angleterre du XVIe siècle, et voit dans la propriété privée la principale cause des malheurs de son époque, invente une société, l’Utopie, dont la principale caractéristique est de récuser la propriété individuelle. La Cité du Soleil de Campanella présente elle aussi un système de type collectiviste.
Au XIXe siècle, l'utopie prend une tournure plus pratique. Les utopistes ne sont plus simplement des théoriciens mais des militants. On parle alors de socialisme utopique pour qualifier les œuvres d'auteurs tels que Saint-Simon, Robert Owen ou Charles Fourier. Des créations de micro-sociétés utopiques sont tentées comme la secte des Shakers aux États-Unis ou le Familistère de Jean-Baptiste André Godin, d'inspiration fouriériste. Ces expériences n'ont connu qu'un succès limité.
Au XXe siècle, des régimes se réclamant du socialisme, du communisme et du marxisme s'établissent pour la première fois en Europe et ailleurs. C'est à ce moment que les dystopies majeures de l'histoire littéraire voient le jour. Nous autres de Ievgueni Zamiatine est écrit en Russie en 1920, c'est-à-dire au lendemain de la Révolution soviétique. Alors même que le régime soviétique n'en est qu'à ses balbutiements, Zamiatine dénonce les risques de la société qui se dessine en Russie : au nom de l'égalité et de la rationalité, l'État décrit dans Nous autres organise et contrôle méticuleusement les moindres aspects de l'existence de ses citoyens ; la vie privée est abolie. Nous autres n'est pas une critique visant spécifiquement le marxisme, Zamiatine critique la volonté de vouloir planifier et rationaliser tous les aspects de l'existence et de refuser à l'homme le droit à toute fantaisie.
En 1949, le roman 1984 s'attaque lui aussi à un régime communiste, le régime stalinien. Il serait cependant exagéré d'en faire une critique de la doctrine marxiste. Le monde de 1984 ne ressemble en effet en rien à une société égalitariste. Selon ses propres déclarations, ce que dénonce Orwell dans son roman, c'est le totalitarisme qu'incarne en 1949 le régime de Joseph Staline mais, plus encore, le danger d'une généralisation mondiale de ce totalitarisme : il pense que « les graines de la pensée totalitaire se sont déjà répandues » dans la jeune classe politique de 1948. Écrivain engagé à gauche, Orwell souhaitait par ce roman combattre la fascination qu'exerçait sur un certain nombre d'intellectuels britanniques de l'époque le régime soviétique. Le monde de 1984 n'est pas l'URSS de 1948 (il est bien pire) mais de nombreux détails y font allusion : l'Océania est dirigé par un parti (nommé simplement « le Parti »), la doctrine officielle s'appelle « angsoc » (« socialisme anglais »), le visage de Big Brother rappelle celui de Staline et la falsification des documents fait allusion aux falsifications des photographies opérées par le régime soviétique de l'époque.
Ainsi, il existe bien des relations entre le développement des idéologies communistes et du genre dystopique. Cependant, l'existence de dystopies dont la cible est différente comme Le Meilleur des mondes d'Aldous Huxley et Fahrenheit 451 de Ray Bradbury, qui critiquent plutôt la société de consommation, voire de dystopies prenant fait et cause pour le marxisme et nettement anti-capitaliste comme Le Talon de fer de Jack London montrent que la dystopie est avant tout une arme rhétorique « neutre » pouvant s'appliquer à n'importe quelle idéologie, au choix de l'auteur.

### Dystopie et conservatisme
D'autres critiques envisagent la dystopie comme un genre essentiellement conservateur et réactionnaire, œuvrant à l'encontre des forces du progrès social. En effet, en s'opposant à des courants idéologiques en plein essor au moment de sa rédaction, la dystopie défend de fait le statu quo et valorise implicitement le présent, fût-il critiquable, au détriment des projets progressistes.
Cet avis est celui de Régis Messac qui, pendant l'hiver 1936-37, publie La Négation du progrès dans la littérature moderne ou Les Antiutopies. La thèse qu'il y expose est celle d'une continuité entre les critiques du socialisme et de l'utopie du XIXe siècle et les prémices de la dystopie telles qu'il les observe dans le premier tiers du XXe siècle.
À une époque plus contemporaine, ce type de critique a été produit à l'encontre de 1984 de George Orwell. Ainsi la critique Nadia Khouri estime-t-elle qu'Orwell se situe pleinement dans la tradition de la dystopie qui est par nature « nihiliste et réactionnaire » :

« À l'instar des autres anti-utopies, 1984 organise toute sa rhétorique pour s'en prendre aux forces historiques montantes qui menacent de détruire les structures et les principes traditionnels. »

Selon elle, en dépit de l'adhésion proclamée d'Orwell au socialisme, 1984 ne correspond en aucune manière à « une conception véritablement progressiste ou socialiste ».

### Dystopie et conditionnement

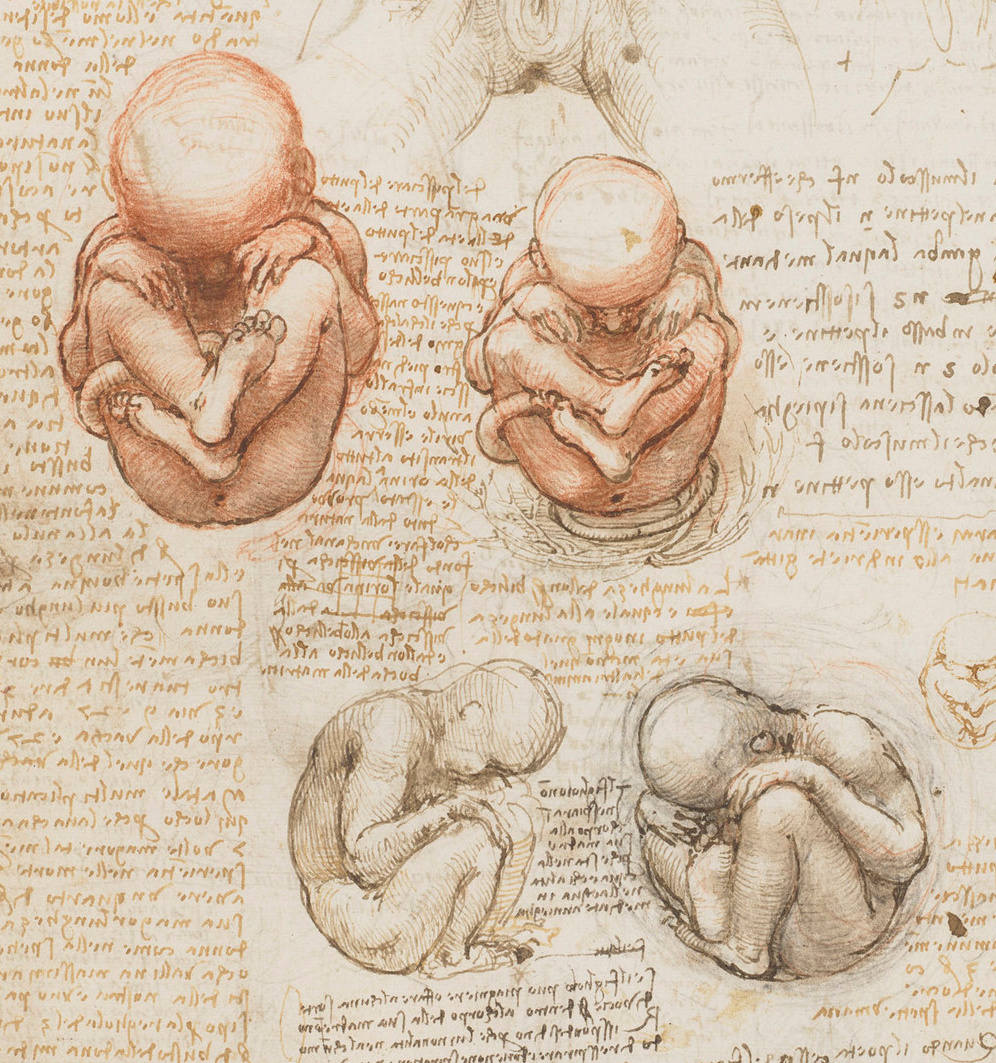
Dans Le Meilleur des mondes, le conditionnement commence avant la naissance.

Les utopies de la Renaissance puis de l'âge classique ne sont pas des sociétés paradisiaques offrant à l'homme un cadre de vie répondant à tous ses besoins et ses désirs. Thomas More, le premier, voit dans l'égoïsme et la cupidité les causes de l'injustice de toutes les sociétés existantes et son utopie est un projet d'amélioration morale de l'homme. Les sociétés idéales ne le sont que parce qu'elles ont su faire de l'homme un être meilleur, plus civilisé et capable de servir sa communauté avant ses propres intérêts.
Or, dès la naissance des utopies, leurs auteurs n'ont pu parvenir à ces résultats qu'en imposant un certain nombre de lois contraignantes : l'égoïsme et l'avidité sont empêchés, dans l'utopie de More, par l'interdiction absolue de toute propriété privée.
Les contre-utopies dénoncent dans les utopies l'incapacité de celles-ci à changer véritablement l'homme pour en faire un être heureux et digne de bonheur. Les œuvres de Huxley, Orwell, Zamiatine ou Silverberg soulignent le caractère superficiel des changements que les États contemporains ont pu imposer à la nature humaine. Ceux-ci n'ont pas su changer l’homme en profondeur et n'ont pu agir que sur son comportement.
Ainsi :
- dans 1984, l'État entend modifier l'esprit humain par l'usage du « novlangue » et de la « doublepensée ». Le « novlangue » est une langue volontairement appauvrie dont le but est d'empêcher ses locuteurs de formuler des pensées complexes et d'exercer leur esprit critique. La « doublepensée » est une sorte de gymnastique mentale consistant à accepter comme également vraies des propositions contradictoires. Son but est également de détruire chez l'individu tout sens logique. Ces procédés ne réussissent pourtant pas à faire accepter aux habitants de l'Océania leurs conditions de vie. Orwell insiste sur le fait que, même dépourvus de tous moyens intellectuels de contester l'ordre en place, les personnages de son roman n'en continuent pas moins de ressentir instinctivement que leur vie est inacceptable. Les méthodes du Parti n'ont pas pu venir à bout des besoins et des goûts de l'homme et n'ont su que les refouler comme en témoigne l'exemple du personnage de Parsons, fervent partisan du régime qui insulte pourtant Big Brother contre son propre gré durant son sommeil ;
- dans Le Meilleur des mondes, les individus sont conditionnés dès leur plus jeune âge par l'écoute durant leur sommeil de slogans et d'aphorismes censés s'imprimer pour la vie dans leur esprit et visant à leur dicter le comportement à adopter dans toutes les situations. Les personnages du roman de Huxley sont ainsi dispensés d'avoir jamais à penser et échappent aux tourments qui pourraient en résulter. Ils sont également façonnés de manière à toujours se comporter conformément aux attentes de leur société. Cependant, tout comme leurs homologues de 1984, ils n'échappent pas à l'angoisse, angoisse renforcée par leur incapacité à mettre des mots sur ce qu'ils peuvent éprouver. D'où le recours régulier à une drogue (nommée « soma ») sans laquelle leur vie ne saurait être supportable. Ici encore, l'utopie n'a pas réussi à faire un homme nouveau.

Les contre-utopies dénoncent donc la prétention utopique à changer l'homme par conditionnement.

« [Les prêtres] apportent tous leurs soins à instiller dans les âmes encore tendres et dociles des enfants les saines doctrines qui sont la sauvegarde de l'État. Si elles y ont profondément pénétré, elles accompagnent l'homme sa vie entière et contribueront grandement au salut public, lequel n'est menacé que par les vices issus de principes erronés. »

— Thomas More, L'Utopie
Prétention qui n'aboutit qu'à l'aliénation, au refoulement et à la névrose.

## Quelques textes précurseurs de la dystopie
La dystopie tire son origine de deux genres littéraires qui apparaissent ou se développent au XVIIIe siècle : les fictions critiquant la littérature utopique, dont Les Voyages de Gulliver sont l'exemple le plus célèbre, et le roman d'anticipation qu'a popularisé Louis-Sébastien Mercier.

### Les récits de voyage satiriques

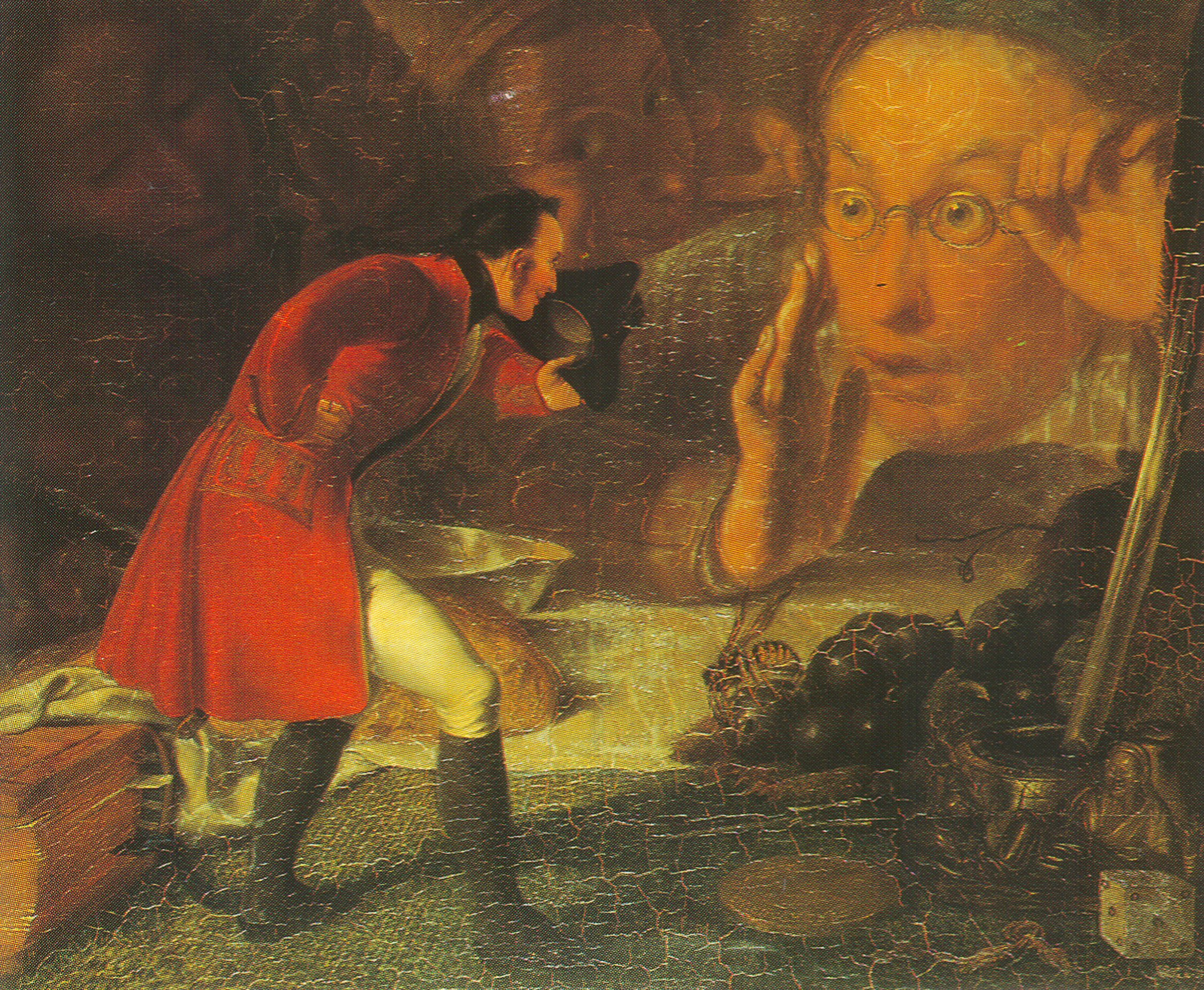
Les Voyages de Gulliver.

La mise en parallèle de deux univers, l'univers réel et un univers fictif, permet souvent à un auteur d'exercer ses talents de satiriste. La satire peut s'exercer de deux manières différentes :
- l'univers imaginaire est une satire de l'univers réel. Les travers du monde fictif sont une exagération de ceux du monde réel et ont pour but de les dénoncer. Ce procédé, largement utilisé dans Le Meilleur des mondes (critique de la société de consommation) mais aussi dans 1984 (caricature du régime soviétique) se retrouve dans de nombreux récits de voyages fantaisistes des XVIIe et XVIIIe siècles tels que l’Histoire comique des États et Empires de la Lune et l'Histoire comique des États et Empires du Soleil de Cyrano de Bergerac, ou Les Voyages de Gulliver de Jonathan Swift ;
- la critique du monde réel se fait par la voix des habitants du monde fictif. Huxley joue également sur ce tableau, car si le monde qu'il nous décrit peut nous sembler repoussant, il évoque aussi régulièrement au cours de son roman le dégoût que notre monde inspire à ses personnages. L'Utopie de Thomas More faisait déjà usage de ce procédé et on peut voir dans ce texte davantage une critique indirecte de l'Angleterre, par contraste avec le monde de justice de l'Utopie, qu'un véritable programme politique. More fait également référence à l’effroi et à l'étonnement que suscitent chez les Utopiens les mœurs européennes. Les Lettres persanes de Montesquieu utilisent la voix d'étrangers (de Persans, en l’occurrence) pour dénoncer les défauts de la France du XVIIIe siècle.

### Fictions critiquant l'utopie au siècle des Lumières
- (en) Bernard de Mandeville, The fable of the bees : Private vices, public benefits, 1714
- (en) Jonathan Swift, Gulliver's travels, 1726
- Antoine François Prévost, Le Solitaire anglais : Histoire de M. Cleveland, 1731
- Charles-François Tiphaigne de la Roche, Histoire des Galligènes : Mémoires de Duncan, Amsterdam et Paris, Vve Durand, 1765 La société socialiste utopique, voire naturaliste des Galligènes, ce peuple antipodal tirant son origine des Français, voit progressivement son idéal social se saper à la base, transformant le discours du roman en une contre-utopie.
- Donatien Alphonse François de Sade, Aline et Valcour : Le roman philosophique, Paris, Veuve Girouard, 1795 Roman épistolaire écrit à la Bastille entre 1785 et 1788.

## L'héritage de la thématique dystopique
Le nombre d'œuvres relevant de la dystopie au sens strict du terme est assez restreint. Les dystopies les plus célèbres ont cependant créé une thématique dont l'influence a été très importante sur la science-fiction actuelle. On retrouve dans nombre de romans de science-fiction les thèmes suivants :
- l'utilisation de moyens médicaux pour contrôler les individus violents, contestataires ou plus simplement pour endormir l'angoisse est l'un des piliers du Meilleur des mondes. L'Orange mécanique d'Anthony Burgess reprend cette idée de manière plus brutale dans le traitement infligé à Alex pour supprimer en lui toute possibilité de se montrer violent ;
- le thème d'une société très organisée, refermée sur elle-même et séparée par des murs d'un monde chaotique (Le cycle de Wang, de Pierre Bordage, habituellement classé dans la science-fiction « tout court » et non dans le genre dystopique) ;
- le thème plus large d'un futur non plus radieux, mais inquiétant et sans espoir, ou encore celui d'une concentration de tout le pouvoir entre les mains d'une petite élite.

Au-delà de la science-fiction, de nombreux autres genres littéraires ont intégré les thématiques de la dystopie. L'influence de ces thématiques s'étend également au-delà de la littérature et enrichissent de nombreuses bande dessinées (notamment les mangas), le cinéma, ou encore le jeu vidéo.

### Dystopie et économie
En économie, le Dystopia est un pays imaginaire servant de modèle de référence pour établir une comparaison internationale dans le cadre du World Happiness Report (littéralement, « Rapport sur le bonheur mondial »), établi sous l'égide des Nations unies. Il présente les moyennes les plus basses des années précédentes concernant les six critères qui sont à la base du classement.

## Œuvres dystopiques

### En littérature
(Par ordre chronologique.)
- 1846 : Émile Souvestre, Le Monde tel qu'il sera
- 1895 : H. G. Wells, La Machine à explorer le temps [« The Time Machine »]
- 1899 : Herbert George Wells, Quand le dormeur s'éveillera [« When the Sleeper wakes »]

#### 1900
- 1907 : (en) Robert Hugh Benson, Le Maître de la terre
- 1907 : Jack London, Le Talon de fer Ce roman décrit les prémices d'une révolution socialiste aux États-Unis et la répression sanglante de cette dernière par l'oligarchie capitaliste au pouvoir.
- 1909 : (en) Edward Morgan Forster, La machine s’arrête [« The Machine Stops »] Cette nouvelle décrit une société entièrement dominée par la Machine, créée par les humains pour les connecter entre eux, mais qui leur a échappé et les domine totalement. La nouvelle est souvent vue, aujourd'hui, comme une anticipation dystopique du réseau Internet.
- 1912 : Jack London, La Peste écarlate En 2073, le monde est revenu à l'état de nature sauvage, à la suite d'un étrange fléau qui a ravagé la planète et qui a provoqué une mort presque immédiate de ses habitants. Cette peste écarlate, ainsi nommée car elle provoquait une coloration rouge de la peau, a totalement bouleversé l'ordre naturel et a quasiment rayé l'homme de la surface du globe. Seuls quelques individus, mystérieusement épargnés, ont survécu à la pandémie et ont réussi à recréer une forme de société, sans passé et sans culture. Un vieillard, interrogé par ses petits-enfants, tente de faire comprendre l'ancien monde à des êtres incapables de se figurer celui-ci.
- 1920 : Evgueni Zamiatine, Nous autres Ce roman décrit une société égalitaire et totalement centralisée où l'État gère et planifie les moindres aspects de la vie des citoyens. Ceux-ci vivent dans des maisons de verre ne leur permettant d'échapper à aucun moment au regard des autres. Ce texte, qui est probablement la première véritable contre-utopie, a été composé en 1920 en Union soviétique et a très largement inspiré 1984 de George Orwell.
- 1925 : Franz Kafka, Le Procès
- 1930 : Andreï Platonov, Le Chantier ou La Fouille (Котлован)
- 1932 : Aldous Huxley, Le Meilleur des mondes [« Brave New World »] Toute valeur morale est remplacée par l'économie. La science est au service du conditionnement des hommes. Mais tout ce qui est imaginaire renvoie à l'univers de référence du lecteur (électrochocs, montée du nazisme). La contre-utopie est planétaire.
- 1935 : Sinclair Lewis, Cela ne peut arriver ici Roman décrivant la montée du fascisme aux États-Unis en 1936 et l'instauration d'une dictature.
- 1936 : Karel Capek, La Guerre des salamandres. Ce roman décrit la révolte de salamandres géantes que les humains ont asservies et exploitées au nom du profit. Les salamandres finissent par détruire méthodiquement les terres émergées et partant, le genre humain. C'est une satire mordante du capitalisme irresponsable, mais aussi une dénonciation du nazisme et du racisme.
- 1940 : Karin Boye, La Kallocaïne Un chimiste, qui vit dans la Ville des Chimistes no 4, crée un sérum de vérité : celui qui a tout révélé sous l'influence de la piqûre se souvient ensuite parfaitement de ce qu'il a avoué. Vouée à délivrer l'État mondial des criminels par la pensée, la drogue lui permet en fait de comprendre la profonde humanité de sa propre femme et de la révéler à elle-même : elle part retrouver ceux qui lui ressemblent, tandis qu'éclate la guerre faite par l'État voisin à l'État mondial : le héros est fait prisonnier ; il écrit l'histoire de la kallocaïne dans sa prison.
- 1943 : René Barjavel, Ravage À la suite d'une modification intra-atomique imprévue et inexpliquée, l'électricité disparaît soudainement ramenant une société technologiquement très avancée à l'âge de pierre. Les autorités débordées ont des réactions d'une pitoyable inefficacité, les habitants des villes périssent ou s'adaptent en retournant vivre une vie très fruste mais saine à la campagne.
- 1949 : George Orwell, 1984 [« Nineteen Eighty Four »] Ce roman décrit un monde divisé en trois blocs totalitaires. L'individu, ses activités, ses pensées, y sont intégralement soumis à une raison d’État omniprésente et motivée par la volonté de pouvoir pure.

#### 1950
- 1952 : Bernard Wolfe, Limbo
- 1953 : Ray Bradbury, Fahrenheit 451 Dans le futur décrit par Bradbury, les pompiers ont pour mission de brûler les livres, les gens sont invités à dénoncer leurs voisins, leurs amis et même leurs parents lorsqu'ils les surprennent à lire. La société incite à consommer et à surtout ne pas réfléchir. La lecture est ainsi légalement un acte de dissidence. Un roman qui dénonce l'inculture à travers l'exemple marquant de l'autodafé.
- 1956 : Shozo Numa, Yapou, bétail humain Ce roman, écrit dans le Japon de l'après-guerre, décrit le futur Empire des 1000 Soleils, dominé par les femmes et basé sur l'idéologie du philosophe nazi Alfred Rosenberg. Dans ce monde les Japonais ont été réduits à l'état d'objets.
- 1957 : Ayn Rand, La Grève  En l'absence de ceux qui soutiennent le monde (tel le légendaire titan grec Atlas), la société s'écroule
- 1958 : Robert Sheckley, Le Prix du danger La nouvelle décrit un jeu télévisé consistant en une chasse à l'homme. Le livre Running Man de Stephen King reprend le sujet en 1982.
- 1963 : Pierre Boulle, La Planète des singes  Le récit de scientifiques astronautes atterrissant sur une planète où l'espèce au sommet de la chaîne animale est le singe. C'est à travers leurs façons de traiter les hommes ainsi que leurs semblables, que Pierre Boulle va utiliser ces singes pour dresser un portrait peu flatteur de l'Homme, de ses actions, de sa façon de penser et de sa cruauté.
- 1966 : Dino Buzzati, Chasseurs de vieux (1966), in Le K, trad. de Jacqueline Remillet, Laffont, 1967[23]
- 1968-1974 : John Brunner, La tétralogie noire Un monde où règnent la surpopulation, l'eugénisme et le terrorisme dans Tous à Zanzibar (1968), la violence, la haine raciale et le complexe militaro-industriel dans L'Orbite déchiquetée (1969), la pollution, l'activisme écologique et les toutes-puissantes corporations dans Le Troupeau aveugle (1972), les réseaux informatiques, les virus et la manipulation de l'information dans Sur l'onde de choc (1974).
- 1970 : Ira Levin, Un bonheur insoutenable Dans le monde décrit par Ira Levin, le bonheur est imposé. Chacun est porteur d'un bracelet qui permet à l'ordinateur central de gérer la vie du porteur : du choix de son métier à celui de son (sa) conjoint(e), tout est géré par une énorme machine.
- 1971 : Robert Silverberg, Les monades urbaines Une utopie principalement axée sur la procréation obligatoire et la libération sexuelle la plus complète à rapprocher de celle de Huxley.
- 1974 : Vladimir Pozner, Mal de lune
- 1975 : Ursula Le Guin, Les Dépossédés, [The Dispossessed] Description de deux fausses utopies, l'une libertaire l'autre capitaliste, de leurs travers et de leur rencontre. Description de l'administration centralisée du système libertaire et les pouvoirs qui s'y développent, puis du confort illusoire du système capitaliste.
- 1977 : Pierre Pelot, Fœtus-Party Dans un monde surpeuplé et envahi par le béton, les humains n'essayent même plus d'échapper à leur sort et attendent la mort comme un soulagement. Un livre noir, sans espoir sur l'avenir de l'Humanité.
- 1979 : Trevanian, Shibumi
- 1980 : Walter Tevis, L'Oiseau d'Amérique Une société future où les robots pourvoient au bonheur de l'Homme en lui fournissant tout ce dont il a besoin : nourriture, confort, sexe et drogues et en gérant toutes les facettes de l'humanité jusqu'au contrôle des naissances.
- 1982 : Stephen King, Running Man En 2025, dans une société à l'économie ruinée et parcourue par une violence omniprésente, un jeu télévisé, dans lequel les participants sont traqués à travers tout le pays, fait fureur, et un candidat décide de s'y présenter pour sauver sa fille malade.
- 1984 : William Gibson, Neuromancien Considéré comme le roman fondateur du mouvement Cyberpunk. Un réseau central (sorte d'internet) est la cible de tous les pirates et autre passionnés du cyber-espace qui s'y connectent grâce à de puissantes connexions neurales.
- 1985 : Margaret Atwood, La Servante écarlate Dans une société ultra-conservatrice dominée par les Commandants, la plupart des femmes sont devenues stériles. Les Épouses tiennent les maisons, où les Marthas sont des bonnes, tandis que les Servantes écarlates, comme la narratrice Defred sont chargées des relations charnelles avec les Commandants.
- 1995 : José Saramago, L'Aveuglement
- 1999 : Alain Damasio, La Zone du Dehors Huis clos planétaire et science-fiction politique, une auto-régulation des individus par la surveillance et la notation mutuelle ; un système politique qui rappelle Nous autres, l'outil démocratique remplaçant l'outil totalitaire.

#### 2000
- 2000 : Tatiana Tolstoï, Le Slynx
- 2003 : Margaret Atwood, Le Dernier Homme
- 2004 : Jean-Christophe Rufin, Globalia L'action se déroule dans un futur daté précisément (première partie, chapitre 3) juillet 27 de l'ère globalienne. On n'en sait pas plus, si ce n'est que l'ère globalienne est postérieure à la nôtre. Une sorte d'État mondial, Globalia, assure à ses citoyens la sécurité, la prospérité et une certaine forme de liberté. À partir du moment, bien sûr, où ils ne remettent pas en cause le système. Les zones sécurisées sont principalement situées dans l'hémisphère nord, tandis que les non-zones, surtout dans l'hémisphère sud, sont réputées inhabitées et servent de refuge à des populations que le pouvoir central qualifie de « terroristes ». Baïkal, un jeune globalien, cherche à fuir cette société qui lui pèse.
- 2005 : Amélie Nothomb, Acide sulfurique Le roman parle de Concentration, une émission de télé-réalité dont les candidats sont enlevés dans la rue. Chaque semaine, dans ce camp de travail forcé filmé 24 heures sur 24, l'un des détenus est choisi par ses camarades pour être exécuté en direct à la télévision. Le succès de l'émission est phénoménal ; chaque exécution fait grimper l'audimat. Panonnique, l'héroïne, fera en sorte d'en sortir vivante mais la Kapo qui la surveille tentera de l'en empêcher. Ce livre est une réflexion cruelle mais pertinente sur l'évolution toujours plus dangereuse de la télé-réalité. À noter : le roman a fait vive polémique lors de sa publication en 2005.
- 2005 : Kazuo Ishiguro, Auprès de moi toujours
- 2006 : Will Self, Le Livre de Dave
- 2007 : Céline Minard, Le Dernier Monde
- 2009 : Margaret Atwood, Le Temps du déluge
- 2009 : Jasper Fforde, La Route de Haut-Safran Un régime basé sur des castes de couleurs et des règles strictes, parfois fantaisistes mais jamais remises en question, comme les bonds en arrière qui interdisent l'usage de certaines technologies, ou l'interdiction de fabriquer des petites cuillères. Derrière l'humour anglais on retrouve tous les éléments d'une dystopie, où ceux qui se mettent à réfléchir risquent leur vie.
- 2009 : Juli Zeh, Corpus delicti : un procès, totalitarisme hygiéniste, avec contrôle numérique des performances des individus
- 2011 : (ru) Anna Starobinets, Le Vivant (Живущий)
- 2011 : Xabi Molia, Avant de disparaître
- 2012 : Tarun Tejpal, La Vallée des masques
- 2013 : Menotti Lerro, 2084. Il potere dell'immortalità nelle città del dolore
- 2014 : Pierce Brown, Red Rising
- 2015 : Michel Houellebecq, Soumission[24]
- 2015 : Boualem Sansal, 2084 : la fin du monde
- 2016 : Benjamin Hoffmann, American Pandemonium
- 2016 : John Feffer (en), Splinterlands (Zones de divergence, 2018 en français)
- 2016 : Vincent Message, Défaite des maîtres et possesseurs

- 2017 : Louise Erdrich, Future Home of the Living God (HarperCollins, New York, 2017)

- 2023 : Céline Maltère, Les Thanatocrates (La Clef d'Argent et Les Deux Crânes)
- 2023 : Brice Reveney, Le programme Lazare (Hachette heroes, coll. le Rayon imaginaire), mars 2023  (ISBN 978-2-0172-1451-9) : les assassins d'enfants, regroupés dans un monastère secret, sont astreints à reconstituer jour après jour l'avenir avorté de leurs victimes dans le but de réconforter les parents. Mais en réintroduisant les enfants morts dans la société jusqu'à faire primer peu à peu les morts sur les vivants et l'idéologie sur le service rendu, le dispositif devient contre-productif et tourne à la catastrophe humaine[25].
- 2023 : Tania de Montaigne, Sensibilités[26].

### En littérature de jeunesse
- Le Passeur (1993) dépeint une société future, aseptisée à son paroxysme, dans laquelle l'individu est dénué de tout sentiment, de toute sensation, où le destin de chacun est programmé dès sa naissance. Seule une personne dans cette société échappe à cette lobotomie collective, il s'agit du passeur. Jonas, 12 ans, sera formé par le passeur actuel pour être son successeur. Il recevra ce savoir par le don de transmission du vieil homme. Après la mort de ce dernier, il devra être le seul garant de tous les sentiments tels que l'amour, la tristesse, la gourmandise, la douleur…
- Uglies (2007) est une tétralogie américaine de Scott Westerfeld. Après que l'économie, et en même temps, l'équilibre mondial ont été ravagés dans une maladie du pétrole, une société nouvelle est créée : à leur seizième anniversaire, les adolescents subissent une opération de chirurgie esthétique les rendant beaux (pretty). Ce qu'ils ne savent pas, c'est que des lésions du cerveau leur sont volontairement infligées afin de pouvoir les contrôler. Une société créée sur le besoin de se conformer, d'être à la mode, de se sentir beau et ce que cela implique est donc le thème de l'ouvrage.
- The Hunger Games (2008) est une trilogie américaine de Suzanne Collins. Dans une société américaine post-apocalyptique, le Capitole, une métropole technologiquement avancée, exerce un contrôle politique total sur la population répartie dans douze districts. Elle organise chaque année les « Hunger Games » (les jeux de la faim), une épreuve télévisée où un garçon et une fille entre douze et dix-huit ans de chaque district sont tirés au sort. Les vingt-quatre enfants sont placés dans une arène géante où ils s’entre-tuent jusqu'à ce qu'il ne reste qu'un seul survivant.
- Divergent (2011) est une trilogie américaine de Véronica Roth. Dans une société américaine post-apocalyptique, les habitants sont répartis entre cinq factions, chacune spécialisée dans le développement d'une vertu humaine, jusqu'à l'extrême.
- Darkest Minds : Rébellion d'Alexandra Bracken est le premier d'une suite de quatre tomes (le dernier est publié en 2018) qui raconte l'histoire d'une adolescente américaine, Ruby, qui vit dans une société qui s'est retirée du monde extérieur à la suite de morts inexpliquées de la plupart des enfants, dues à un empoisonnement de l'eau. Mais les adultes n'ont pas peur des enfants morts, ils ont peur des enfants survivants à la maladie, qui développent des pouvoirs surnaturels inexpliqués et incontrôlables selon le gouvernement. Ils décident donc de les envoyer dans des camps spécialisés afin de les guérir.
- Promise d'Ally Condie, est le premier roman de la trilogie Matched. Cassia Reyes, dix-sept ans, vit dans un monde futuriste dans lequel la vie des citoyens est strictement contrôlée par le gouvernement appelé « La Société ». Dans la Société, les Officiels décident : Qui vous aimez, Où vous travaillez, Quand vous mourrez. À l'âge de dix-sept ans, les citoyens subissent le processus d'être « jumelés » ou de devenir jumelés avec un autre garçon/fille sélectionné par les trieurs (autorités).

- Absolu: Les mobilisés (2023)

### En bande dessinée
- 1982-1990 Katsuhiro Ōtomo, Akira
- 1978 Chantal Montellier, 1996, Paris, Les Humanoïdes Associés, 1978
- 1979-en cours Hermann, série Jeremiah
- 1980 Chantal Montellier, Shelter, Paris, Les Humanoïdes Associés, 1980
- 1990-1998 Yukito Kishiro, Gunnm est une dystopie prenant place sur une Terre ravagée après la collision d'une météorite à sa surface. Malgré tout, l'humanité survit et se réorganise entre la mystérieuse cité suspendue dans le ciel, Zalem, et Kuzutetsu, le bidonville né des déchets de la cité.
- 1980-1993 Enki Bilal, Trilogie Nikopol
- 1981-1989 Moebius, Incal
- 1982 Chantal Montellier, Wonder city, Paris, Les Humanoïdes Associés, 1982
- 1984 Chantal Montellier, L'esclavage c'est la liberté, Paris, Les Humanoïdes Associés, 1984
- 1984-1986 Griffo et Jean Van Hamme, SOS Bonheur
- 1989-1990 Alan Moore, V pour Vendetta [« V for Vendetta »], 1989 - 1990Cette fiction décrit une société anglaise dirigée par un parti totalitaire. Le Commandeur a pris le pouvoir, puis procédé à une épuration ethnique, politique et sociale sans pitié. Un anarchiste commence une campagne pour ébranler tous les symboles du pouvoir. Cet anarchiste qui se fait appeler « V » porte un masque représentant le visage de Guy Fawkes, le plus célèbre membre de la conspiration des poudres. Ce « roman graphique » présente la particularité de compter peut-être deux dystopies en une. Il y d'abord l'utopie fasciste du Commandeur qui poursuit un rêve de pouvoir absolu. On prête moins attention à celle de V qui, différence majeure avec le film, est explicitement un anarchiste qui veut créer un ordre si parfait qu'il se passerait d'un gouvernement (« le pays de Faites-comme-il-vous-plaît »), mais aussi un psychopathe (Finch le déclare explicitement et la cruauté de V avec ses victimes ou quand il torture Evey pour qu'elle devienne comme lui le prouve) : la fin est ambiguë, la vengeance de V est accomplie, mais les Anglais sont apparemment retournés à l'Âge de pierre et on ne sait pas à quoi ressemble la société après la chute du régime.
- 1996 John Wagner, Carlos Ezquerra, Judge DreddAprès que la Terre a subi plusieurs conflits atomiques, elle n'est plus que ruines. À la suite de l’éradication de la police, un nouvel ordre surgit, les Judges.Les Judges sont impitoyables, ils n'hésitent pas à utiliser la violence pour faire régner la justice. Joe Dredd est un des Judges emblématiques de Méga-City One.
- 1997-2002 Warren Ellis, Transmetropolitan
- 1998-2007 Enki Bilal, La Tétralogie du MonstreLa Tétralogie du Monstre réunit 4 tomes, Nike Hatzfeld, le personnage principal, a une mémoire phénoménale et se souvient jusqu'à ses premiers jours auprès d'Amir et Leyla dans l'hôpital de Sarajevo. Il a juré dès ce jour de les protéger et souhaite les rencontrer, et va se retrouver pris dans une vaste machination de l'Obscurantis Order.
- 2003-en cours Robert Kirkman, Walking Dead
- 2005-2012 Motorō Mase, Ikigami, préavis de mort
- 2008 Yalçin Didman, Moins quatre-vingt
- 2016 Mathieu Bablet, Shangri-la

- 2018 Régis Penet, Anne-Laure Reboul, La Tomate

### Dans les jeux vidéo
- Homefront se déroule en 2027 dans une Amérique du Nord sous le joug des Nord-Coréens.
- Metal Gear Solid 4: Guns of the Patriots prend place en 2014 dans un monde aux mains des sociétés militaires privées et aborde des thèmes comme la nanotechnologie.
- Oddworld : L'Odyssée d'Abe est un jeu de plate-forme et de réflexion dans le monde d'Oddworld où les Mudokons sont réduits en esclavage à Rapturefarms une usine de production de viande dirigé par Molluck le Glukkons. Le design du jeu rappel le capitalisme du XIXe siècle.
- Bioshock et Bioshock 2 sont deux jeux se déroulant dans les années 1960 dans une cité « dystopique » en ruine nommée Rapture. Cette cité sous-marine située au milieu de l'océan Atlantique a été construite par Andrew Ryan, à l'abri du capitalisme, du communisme et de toute religion.
- Half-Life 2 se déroule dans les années 2020. Le monde est alors sous l'emprise d'un régime totalitaire dirigé par le Cartel, des extraterrestres venus sur Terre à la suite de l'incident de Black Mesa, où la propagande est omniprésente. Le Cartel pratique fréquemment des arrestations et les rafles afin d'assurer le plus grand maintien de l'ordre. Ce jeu s'inspire en grande partie de 1984, œuvre majeure de la dystopie.
- Deus Ex se déroule dans les années 2060, et montre comment un virus, la peste grise, se répandant dans la population, amène certains hommes, les Majestic 12, à prendre le pouvoir. À noter que ce jeu prend beaucoup ses sources dans la théorie du complot.
- Mirror's Edge a pour cadre une ville où l'information est contrôlée et les forces de l'ordre omniprésentes. Ici les habitants ont dû troquer la plupart de leurs libertés contre la sécurité.
- Metro 2033, inspiré du livre du même nom, se déroule en 2033 dans un Moscou ravagé par une guerre nucléaire globale ayant entraîné un hiver nucléaire sur la planète. Les survivants vivent réfugiés dans les sombres tunnels du métro et se déchirent pour assurer la survie de leur station.
- La série Fallout se déroule entre 2161 pour Fallout et 2287 pour Fallout 4 dans une Amérique ravagée par une guerre nucléaire mondiale, résultant majoritairement de tensions entre la Chine et les États-Unis à la suite de l'épuisement des ressources pétrolières. Avant le début de la guerre, certaines personnes ont pu se réfugier dans des abris antiatomiques construits par la société Vault-Tec. Le jeu dépeint toujours l'histoire d'un descendant de ces réfugiés, devant sortir de son abri pour une raison quelconque et confronté aux dangers du monde extérieur.
- Rage se déroule en 2135, 106 années après la chute d'Apophis sur la Terre. On y incarne un survivant de la catastrophe, cryogénisé avant l'impact et enterré dans un abri hautement perfectionné appelé Arche, qui doit faire face au monde extérieur, peuplé de bandits.
- Remember Me (2013) se déroule en 2084 dans un Paris où les souvenirs sont contrôlés par l'armée et le pouvoir en place. N'importe qui risque de se voir effacer ses souvenirs. À la fin du jeu, lors du combat final, le terme « dystopie » est utilisé par l'un des personnages.
- Papers, Please (2013) se déroule en Arstotzka, une dystopie communiste où le joueur incarne un inspecteur des douanes, avec pour principale mission de contrôler tous les immigrants désirant passer par votre checkpoint.
- Beyond Good and Evil (2003) se déroule en 2435 sur Hyllis une planète du Système 4. Pendant des années, Hyllis a subi des attaques DomZ sous les ordres du général des Sections Alpha Keckh jusqu'au jour ou Jade une jeune reporter de 20 ans, son oncle Pey'j et l'espion Double H se battent au côté du réseau IRIS pour déclencher un soulèvement de la population.
- Enslaved: Odyssey to the West (2010) se déroule 150 ans dans le futur. Il met en scène deux héros Monkey et Trip qui doivent s'entraider pour leur liberté dans un monde post-apocalyptique où la végétation a repris ses droits et rempli de robots qui tuent ou réduisent les humains en esclaves. L'aspect dystopique n'est expliqué qu'à la fin (le méchant croit rendre service à ses esclaves en partageant avec eux ses souvenirs des temps heureux d'avant-guerre).
- Perfect Dark (2000) est un FPS qui se déroule dans les années 2020 où deux races d'extraterrestres s'affrontent.
- Not For Broadcast (2020) est un FMV qui se déroule dans les années 1980 et 1990, où un parti d'extrême gauche prend le pouvoir. Le joueur doit y gérer le direct du journal national, qui se dégrade peu à peu.
- Cyberpunk 2077 (2020) se déroule dans la mégalopole de Night City, où s'y exerce un ultra-capitalisme avec un énorme taux de pauvreté ainsi qu'une insécurité constante provoquée par différents gangs.

### En musique
- L'univers du groupe de rock anglais Muse est inspiré fortement par la dystopie. L'album The Resistance est imprégné de 1984 de George Orwell avec des musiques telles que United States of Eurasia ou encore Resistance. Ce n'est pas la seule référence à ce livre d'ailleurs puisqu'en 2001, sort l'album Origin of Symmetry, avec notamment la chanson Citizen Erased. Récemment, Muse réitère ses références avec l'album The 2nd Law, où le clip de Madness est très largement inspiré de l'histoire entre Julia et Winston dans 1984. Les clips fatalistes de The 2nd Law : Unsustainable / Isolated System montrent aussi un monde à l'aube d'un futur sombre.
- Le cinquième album du groupe de rock anglais Coldplay, intitulé Mylo Xyloto (2011), raconte une histoire d'amour entre deux personnages fictifs évoluant dans un environnement urbain dystopique[27].
- Le quinzième album du groupe de thrash metal Megadeth s'appelle Dystopia et contient une chanson portant le même titre. Les textes de groupe font souvent référence à la guerre (Peace Sells... but Who's Buying?), à la fin du monde (Countdown to Extinction), et au maintien de la population dans l'ignorance (leur mascotte Vic Rattlehead) qui sont des éléments clés d'un dystopie.
- Le treizième album du groupe de Metal progressif Dream Theater, The Astonishing, est un opéra-rock se passant dans un monde dystopique. L'histoire se situe dans 300 ans dans un monde gouverné par des tyrans. La musique y est désormais produite par des Nomacs, de petits drones qui produisent de la musique électronique et la « vraie » musique a disparu. Dans ce monde, un jeune homme naît avec le don de la musique qui inspirera une rébellion.
- La chanson Dystopia du groupe B.A.P, sur l'album Rose, évoque la réalité comme un univers dystopique et invite chacun à se créer sa propre utopie.
- Le clip vidéo de la chanson N.O du groupe BTS, tirée de l'album O!RUL8,2?, se passe dans une dystopie où le groupe se rebelle contre un système éducatif strict et militarisé, critiquant ainsi le système éducatif sud-coréen.
- La chanson NIHIL du chanteur Ghostemane, provenant de l'album N/O/I/S/E/, parle de sa façon de voir le monde d'aujourd'hui : une société nihiliste et une dystopie continue qui nous rassemblent tous dans un univers sombre (K.R.E.E.P.).
- DREAMCATCHER ont réalisé une trilogie d'albums autour de la dystopie : Dystopia : The Tree of Language, Dystopia : Lose Myself et Dystopia : Road to Utopia.

### Dans les séries télévisées
- Black Mirror (2011) est une série télévisée d’anthologie britannique, créée par Charlie Brooker[28]. D’après le créateur de la série, pour chaque épisode il y a un casting différent, un décor différent et une réalité différente, mais les épisodes sont reliés par le thème commun d’une technologie dystopique. Ils traitent tous de la manière dont nous vivons tout de suite et de la manière dont nous pourrions vivre dans dix minutes si nous sommes maladroits.
- Westworld (2016) est une série télévisée américaine créée par Jonathan Nolan et Lisa Joy pour HBO. Westworld est un parc d'attractions futuriste recréant différents univers, dont l'univers de l'Ouest américain (Far West) du XIXe siècle. Il est peuplé d'androïdes, appelés « hôtes » (hosts), réinitialisés à la fin de chaque boucle narrative. Les visiteurs, appelés « invités » (newcomers ou guests) peuvent y faire ce qu'ils veulent sans aucune conséquence. La vie en dehors de ce parc n'est cependant pas si idéale pour les humains.
- 3% (2016) est une série télévisée brésilienne créée par Pedro Aguilera et diffusée depuis le 25 novembre 2016 sur le réseau Netflix. La série nous plonge dans une société dystopique divisée en deux : d’un côté les riches (3 % de la population) et de l’autre les pauvres. Pour pouvoir accéder à la plus haute strate, les participants n’auront le droit qu’à une seule chance et se départageront autour d’épreuves. Mais seulement 3 % d’entre eux arriveront au bout.
- La fin de la quatrième saison de Marvel : Les Agents du SHIELD (2017), créée par Joss Whedon, Jed Whedon et Maurissa Tancharoen, met en scène une réalité alternative virtuelle, la Charpente, dans laquelle l'organisation terroriste HYDRA a pris le pouvoir et mis en place un régime totalitaire où les Inhumains sont persécutés et où certains des personnages principaux, agents du SHIELD dans le monde réel, sont affiliés d'une façon ou d'une autre à HYDRA. Le début de la cinquième saison dépeint quant à lui un futur alternatif où la Terre a été entièrement détruite par Graviton, à l'exception d'une base, le Phare, où vit une poignée de survivants sous le joug impitoyable des Kree, qui contrôlent les naissances afin de favoriser l'apparition d'Inhumains qui sont ensuite vendus en esclaves.
- The Handmaid's Tale : La Servante écarlate (2017) est une série télévisée américaine réalisée par Bruce Miller et adaptée du roman de Margaret Atwood. L'histoire se déroule dans un futur proche dans lequel l'humanité rencontre des difficultés à se reproduire. Les femmes et les hommes sont alors divisés de force en plusieurs catégories en fonction de leur fertilité. On suit l'histoire d'une femme encore fertile dont le rôle est d'enfanter pour d'autres couples.
- Years and Years (2019) est une série télévisée dramatique anglaise écrite et réalisée par Russell T Davies produite par la BBC avec l'aide d'HBO. L'histoire raconte, sur une période de 15 ans à partir du présent, la vie des Lyons, une famille de Manchester, alors que la Grande-Bretagne se retire de l'Europe et qu'un nouveau monde émerge.

#### Bases de données et notices
- Notices d'autorité :   - BnF (données)
  - LCCN
  - GND
  - Israël
  - Tchéquie
- Ressource relative à la littérature :   - The Encyclopedia of Science Fiction
- Ressource relative à la bande dessinée :   - Comic Vine
- Notices dans des dictionnaires ou encyclopédies généralistes :   - Den Store Danske Encyklopædi
  - Encyclopédie de l'Ukraine moderne
  - Nationalencyklopedin
  - Visuotinė lietuvių enciklopedija